# Spiridens armatus
Spiridens armatus är en bladmossart som beskrevs av Edwin Bunting Bartram 1933. Spiridens armatus ingår i släktet Spiridens och familjen Spiridentaceae. Inga underarter finns listade i Catalogue of Life.